# Helmut Brandt (Politiker, 1911)
Helmut Alfred Brandt (* 16. Juli 1911 in Berlin; † 31. Oktober 1998 in Königswinter) war für die CDU Stadtverordneter von Berlin und Mitglied des Deutschen Volksrates. Zwischen 1950 und 1964 war er als politischer Häftling in DDR-Gefängnissen inhaftiert.

## Leben
Brandt wurde 1911 als Sohn eines Polizeibeamten in Berlin-Spandau geboren. Er studierte Rechtswissenschaft und Volkswirtschaft und promovierte in beiden Fächern. Anschließend arbeitete er bei der Deutschen Bank. Politisch engagierte er sich seit 1929 als Sekretär in der Deutschen Volkspartei (DVP), für die er bis 1933 im Reichstag tätig war. Nach einer kurzzeitigen Beschäftigung am Kaiser-Wilhelm-Institut für Völkerrecht trat Brandt 1938 in eine Anwaltspraxis ein. Während des Zweiten Weltkrieges war er an der West- und Ostfront sowie im Rüstungsministerium eingesetzt. Nach kurzer amerikanischer Kriegsgefangenschaft kehrte er im Juni 1945 nach Berlin zurück. Dort eröffnete er eine Anwaltspraxis und nahm einen Lehrauftrag an der Berliner Universität an.
Brandt gehörte als Fachmann für Rechtsfragen zu den Mitbegründern der CDU in Berlin. Als diese sich infolge des gestiegenen politischen Drucks 1948 spaltete, schloss er sich dem pro-sowjetischen Landesverband im Ostteil der Stadt an. In West-Berlin bezichtigte man ihn daher der Spaltung der CDU. Noch im gleichen Jahr zog er für die CDU in den Ersten Deutschen Volksrat ein. Gleichzeitig wurde im Sommer 1948 Brandts Vertrauter Walter Bredendiek Hochschulreferent und Jugendvertreter im Ost-Berliner Landesvorstand der CDU, der sich als Arbeitskreis aus dem Gesamtberliner Landesverband ausgegliedert hatte, sowie CDU-Vertreter im Demokratischen Block der Berliner Universität. Mitte Juli 1948 wurde Brandt Vorsitzender des Unterausschusses für Hochschulfragen im Kulturpolitischen Ausschuss des Hauptvorstandes der CDU. Wegen seiner bürgerlich-konservativen Grundhaltung wurde er jedoch bald von den pro-kommunistischen Kräften um Arnold Gohr, der sein Nachfolger als Vorsitzender des Landesverbandes im sowjetischen Sektors Berlins wurde, verdrängt. Damit schied auch der Jugendreferent Walter Bredendiek aus dem Landesverband aus. Ab Oktober 1949 arbeitete Brandt als Staatssekretär im DDR-Justizministerium. Im Mai 1950 forderte er vom Justizminister Max Fechner (SED) und vom CDU-Vorsitzenden Otto Nuschke eine Neuauflage der Waldheimer Prozesse, bei denen 3.324 ehemalige Insassen sowjetischer Speziallager in Schnellverfahren wegen angeblicher NS-Verbrechen abgeurteilt worden waren. Im September 1950 wurde er von Mitarbeitern des Ministeriums für Staatssicherheit (MfS) auf offener Straße festgenommen. Da trotz fast vierjähriger Untersuchungshaft (u. a. im Kellergefängnis der Untersuchungshaftanstalt Berlin-Hohenschönhausen)  kein belastendes Material ermittelt werden konnte, ordnete das MfS Brandt willkürlich der angeblichen „Verschwörergruppe“ um Georg Dertinger zu. Im Juni 1954 verurteilte ihn das Oberste Gericht der DDR in einem Geheimprozess wegen angeblicher „staatsfeindlicher Arbeit“ zu zehn Jahren Zuchthaus.
Nach einem Gnadengesuch Otto Nuschkes wurde er Anfang September 1958 aus der Sonderhaftanstalt Bautzen II entlassen. Um einen Auftritt vor westlichen Journalisten zu verhindern, wurde er jedoch nur 36 Stunden später, beim Versuch nach West-Berlin zu gelangen, wieder festgenommen. Nach erneuter Untersuchungshaft in Hohenschönhausen verurteilte ihn das Bezirksgericht Frankfurt (Oder) im März 1959 wegen angeblicher Spionage, Verleitung zur sogenannten Republikflucht sowie staatsgefährdender Propaganda und Hetze noch einmal zu zehn Jahren Freiheitsentzug.
Nach 5095 Tagen in Haft wurde Brandt als einer der ersten politischen Gefangenen im August 1964 durch die Bundesrepublik freigekauft. Er siedelte ins Rheinland über, arbeitete an verschiedenen Universitäten und war bis 1977 als wissenschaftlicher Gutachter für den Deutschen Bundestag tätig. Brandt, dem eine erneute politische Karriere bei der CDU verwehrt blieb, trat 1977 zur CSU über. Nach der Wiedervereinigung beteiligte er sich aktiv an der Aufarbeitung der Waldheimer Prozesse. 1998 starb er nach langer Krankheit in Königswinter bei Bonn.